# Жеста крестовых походов
Жеста крестовых походов (фр. Le cycle de la Croisade) — цикл chansons de geste, описывающий события Первого крестового похода и начавший складываться по их горячим следам.
В отличие от других эпических циклов эта жеста не знала стадии устного бытования, все её памятники имеют письменный характер. Отсутствуют всякие сюжетные соприкосновения с другими циклами.

## История
В начале XII века, сразу же после Первого крестового похода, северофранцузский трувер Ришар Пилигрим (Richard le Pèlerin) сложил «Песнь об Антиохии» и «Песнь об Иерусалиме», в которых повествовалось о важнейших событиях похода, участником которого был сам поэт. Эти произведения до нас не дошли, но около 1180 года появилась их переработка, принадлежащая перу Грендора из Дуэ (Graindor de Douai). Грендор указал на своего предшественника и сообщил некоторые сведения о нём. Вероятно, Грендором же одновременно была сложена поэма «Пленники», сюжет которой, в отличие от двух других поэм, не имел никакой исторической основы.
В этих поэмах заметная роль была отведена герою Первого крестового похода Готфриду Бульонскому. Он очень скоро стал личностью легендарной и выдвинулся в число центральных фигур ускоренно складывающегося цикла. Следуя законам эпической циклизации, начала создаваться его поэтическая биография — уже без какой бы то ни было опоры на исторические факты. Ему был придуман дед — Элиас, загадочный Рыцарь с лебедем.

## Состав

### Первый цикл
(в порядке внутренней хронологии)
- «Рождение Рыцаря с лебедем»
- «Рыцарь с лебедем»
- «Конец Элиаса»
- «Отрочество Готфрида». Героическая юность Готфрида. Сарацинская колдунья Калабра, видящая будущее, посылает к нему убийцу, но они с Готфридом становятся друзьями.
- «Песнь об Антиохии». Начало Первого крестового похода и осада Антиохии.
- «Пленники» (Les Chétifs) Пять франкских рыцарей после сражения при Антиохии попадают в руки Корбарана. Чтобы вырваться из плена, они вступают в поединок с гигантами Голиафом и Соргале, сражаются с драконом Сатанасом, львами, гигантской обезьяной, шайкой бандитов. Обретя свободу, направляются в Иерусалим.
- «Песнь об Иерусалиме» (Chanson de Jérusalem, ou Conquête de Jérusalem) Поэма очень подробно и с большими отклонениями от исторической правды рассказывает о взятии крестоносцами Иерусалима. В этом штурме особенно отличается Томас де Марль, который становится едва ли не главным героем поэмы. Большое участие в войне принимает сарацин Корбаран.
- «Крещение Корбарана» (Chretieneté Corbaran). Корбаран принимает решение креститься и отправляется в Иерусалим. Там он принимает христианство вместе со своими племянниками, те в свою очередь крестят и всех своих подданных. Мать Корбарана Калабра бежит в Акру и рассказывает султану об обращении сына. Армия султана движется к Иерусалиму, но разбита франками. Тем не менее противостояние двух армий продолжается. Прямое продолжение — «Взятие Акры».
- «Взятие Акры» (Prise d'Acre). Готфрид Бульонский и его бароны идут в поход на Акру. Сарацин возглавляет Додекин Дамасский, советник султана. С Додекином вступает в поединок Танкред, побеждает его и отпускает в Акру. По дороге туда Додекин встречает Корбарана, принявшего христианство, и его сестру Матруану. Между ней и Готфридом возникает любовь. Тем временем военные действия продолжаются; на подмогу к Танкреду прибывает его дядя Боэмунд. Танкред снова сражается с Додекином и снова побеждает. Акру берут штурмом, её защитники сдаются и принимают крещение. Празднуется свадьба Готфрида и Матруаны.
- «Смерть Готфрида» (Mort Godefroi). Группа крестоносцев решает вернуться на родину. Туда отправляются Готфрид, Евстахий и другие. Готфрид возвращается в Акру, где отражает нападение сарацин, во время которого в плен попадает Боэмунд. Готфрида отравляет патриарх Иерусалима Ираклий. Войну продолжают Танкред и Боэмунд. В конце концов они оставляют Иерусалим. В конце поэмы рассказывается о смерти Корбарана.
- «Песнь о королях Бодуэнах» (Chanson des Rois Baudouin). Бодуэн и Танкред примиряются и вступают в Иерусалим. Они наказывают патриарха Ираклия, убийцу Готфрида. На Иерусалим наступает армия султана. Король Бодуэн попадает в плен. Его дочь Беатрису посылают султану. Бодуэн заболевает и затем умирает. Его хоронят рядом с Готфридом. Умирают Танкред и Боэмунд. В Палестину приезжает Бодуэн де Себурк, кузен Бодуэна. В конце поэмы рассказывается о новых войнах с сарацинами, которых теперь возглавляет Саладин.

### Второй цикл
(сложен в XIV веке, связан со вторым поколением крестоносцев)
- «Бульонский бастард» (Bastard de Bouillon). Король Бодуэн I отвоёвывает у неверных крепость Рошбрюн, идет походом на Мекку. Одновременно разворачиваются его любовные отношения с сарацинской принцессой Синамондой, принимающей затем христианство. Во время этих походов Бодуэн и его спутники попадают в волшебную страну фей. Пока он там находится, Синамонда рожает сына — Бульонского Бастарда. Тем временем престол Бодуэна захватывает его сын Орри. Сын Синамонды подрастает. Он неизбежно вступает в соперничество с Орри и в конце концов его убивает как предателя. За это он изгоняется из Иерусалима. Он сражается с войском сарацин, переживает всяческие приключения. В конце поэмы Бодуэн умирает, и его бароны посылают вестников к его матери Иде и брату Евстафию.
- «Бодуэн де Себурк» (Baudouin de Sebourc). Герой, кузен Готфрида и Бодуэна, отправляется в Палестину, куда коварный предатель увлёк в своё время его отца, чтобы там его погубить и затем жениться на его вдове. Герой претерпевает на Востоке немалые трудности, не раз оказывается на краю гибели, но в конце концов добивается успеха и мстит за смерть отца. В дальнейшем он становится королём Иерусалима (исторический прототип — Балдуин II Иерусалимский).
- «Саладин». Поэма утрачена, сохранилась прозаическая версия. Поэма включала эпизоды, повествующие о посещении Саладином Франции, где он снискал любовь французской королевы.